# III. Ince (ellenpápa)
III. Ince (? – 1180) uralkodói nevet választva lett III. Sándor pápa ellenében a katolikus egyház történetének harmincadik ellenpápája. Sándor pontifikátusa során ő volt a negyedik ellenpápa, akinek háttere merőben különbözött az előző három ellenpápa fellépésétől.
Ince eredetileg Lando di Sezze néven született Lombardiában. Egyházi pályára lépve a német nemességhez és I. Frigyes császár udvarához került közel. A ghibellin érzelmű klerikus ezért 1159-ben jelen volt IV. Viktor ellenpápa megválasztásánál. A IV. Adorján pápa idején fellángolt a pápák és a császár között a második komolyabb fegyveres konfliktus, amelyben Lando a német uralkodó oldalára állt. A harcokban igyekezett aláásni Sándor uralmát, és segíteni a császárt, azonban az 1176-os legnanoi vereség, majd a Velencében kötött béke véget vetett Frigyes hadjáratainak és az ellenpápák támogatásának.
A velencei békében legitim egyházfőként elismert Sándor összehívta a III. lateráni zsinatot, amelyen tisztázta az egyházszakadás miatt kialakult kánoni jogrendszert. Ez alapján eltörölte az ellenpápák minden határozatát, dekrétumát és törvényét. Ez azt is jelentette, hogy a III. Kallixtusz által bíborossá szentelt Lando sem tarthatta meg méltóságát.
Rómában hamarosan újból elterjedt a császárpárti nézet, és a város vezetése ismét lázadást szított a városban. 1179. október 20-án a hivataluktól megfosztott klerikusok és a korábban Frigyes mellett álló főpapok Lando Frangipani vezetésével megválasztották Landót egyházfőnek, aki felvette a III. Ince nevet. A császár azonban hallani sem akart az újabb ellenpápa támogatásáról, és mivel a szűk római nemességen kívül más nem ismerte el, Ince pontifikátusának napjai meg voltak számlálva.
A krónikák szerint Sándor egyszerűen megvesztegette Ince híveit, akik rávették az ellenpápát, hogy hódoljon Sándor előtt. Más források szerint Ince hívei belátták elszigeteltségüket, és maguk döntöttek úgy, hogy Incét ráveszik hivatalának feladására. Akárhogyis történt, Ince 1180 januárjában lemondott méltóságáról. Sándor nem közösítette ki Incét, hanem vezeklésre szólította fel, és a Salerno közelében fekvő La Cava-kolostorba küldte. Pár éven belül itt érte utol a halál.